# Nel mondo grande e terribile
Nel mondo grande e terribile è un film drammatico del 2017 diretto da Daniele Maggioni, Maria Grazia Perria e Laura Perini, basato sui Quaderni del carcere e sulle Lettere dal carcere di Antonio Gramsci.

## Trama
Gli ultimi dieci anni di carcere di Antonio Gramsci: le memorie del passato e la riflessione sulla politica e la vita presente, fino al ricovero in seguito a un'emorragia cerebrale.

## Distribuzione
Il film nel 2017 è stato presentato al: Annecy cinéma Italien, Bari International Film Festival e al Shanghai International Film Festival. Nei paesi anglofoni il film è stato rilasciato con il titolo: In the great and terrible world.
Il lungometraggio è stato distribuito nelle sale cinematografiche a partire dal 23 marzo 2017.
Il 29 dicembre 2018 il film fu trasmesso in prima visione su Rai 3. Successivamente viene reso disponibile sulla piattaforma di RaiPlay.
Nel 2020 il film viene presentato all'Istituto Italiano di Cultura di Parigi.

## Accoglienza

### Critica
Il film ha ricevuto una recensione positiva su il quotidiano Sardiniapost.